# Doñinos de Ledesma
Doñinos de Ledesma è un comune spagnolo di 106 abitanti situato nella comunità autonoma di Castiglia e León.